# José-Luis Clerc
José Luis Clerc, född 16 augusti 1958 i Buenos Aires, Argentina är en argentinsk högerhänt tidigare professionell tennisspelare. 

## Tenniskarriären
Clerc debuterade 1977 som professionell ATP-spelare. Clerc vann inga Grand Slam-titlar men var ändå synnerligen framgångsrik som singelspelare med totalt 25 titlar på touren fram till 1988 då han avslutade sin aktiva karriär. Han rankades bland världens 10 bästa spelare i singel 1980-83 och var som bäst rankad som världsfyra (augusti 1981). I dubbel vann han två tourtitlar och rankades som bäst som nummer 39 (oktober 1984). Clerc spelade in 1 987 036 US dollar i prispengar.
Liksom sin landsman Guillermo Vilas hade Clerc störst framgångar på grusunderlag. Han vann 21 av sina singeltitlar på det underlaget, däribland 1981 Italienska öppna i Rom genom finalseger över Victor Pecci med siffrorna  6-3 6-4 6-0. Han noterade också finalsegrar på grusunderlag över andra spelare i yttersta världseliten som Ivan Lendl, Guillermo Vilas, Mats Wilander, Jimmy Connors och John McEnroe.  
Clerc representerade Argentina i Davis Cup 1976, 1978-85 och 1989. Han spelade totalt 34 matcher för laget och vann 20 av dem. Tillsammans med Guillermo Vilas, deltog han i det argentinska lag som 1981 spelade världsfinal mot USA. Laget förlorade med 3-1 i matcher, men Clerc besegrade amerikanen Roscoe Tanner i sin ena singelmatch. Clerc deltog också 1980 i det slutsegrande argentinska laget i World Team Cup. 

## Spelaren och personen
José-Luis Clerc har efter tenniskarriären bland annat arbetat som tenniskommentator för televisionen och han leder också en tennisskola i hemlandet. Han spelar fortfarande tennis i seniorturneringar. 
Clerc hedrades 1981 med "ATP Sportmanship Award". 

## ATP-titlar
- Singel
  - 1978 - Florence, Buenos Aires, Santiago
  - 1979 - Johannesburg
  - 1980 - San Jose, South Orange, Indianapolis, Madrid, Quito, Buenos Aires
  - 1981 - Florence, Rom, Boston, Washington, North Conway, Indianapolis
  - 1982 - Richmond, Venice, Gstaad, Zell Am See, Sao Paulo
  - 1983 - Guaruja, Boston, Washington, North Conway
- Dubbel
  - 1981 - Basel
  - 1983 - Palermo